# Nouvelle-Zélande aux Jeux olympiques d'été de 2020
La Nouvelle-Zélande participe aux Jeux olympiques de 2020 à Tokyo au Japon. Il s'agit de sa 26e participation à des Jeux d'été. 
Le Comité international olympique autorise à partir de ces Jeux à ce que les délégations présentent deux porte-drapeaux, une femme et un homme, pour la cérémonie d'ouverture. La joueuse de rugby Sarah Hirini et le rameur Hamish Bond sont nommés par le Comité olympique de Nouvelle-Zélande le 22 juin 2021.
La délégation initiale compte 211 sportifs (110 hommes et 101 femmes), un record dans l'histoire de l'olympisme néo-zélandais.

## Médaillés
| Sport        | Discipline                | Athlète(s) | Performance           | Date       |
| ------------ | ------------------------- | --- | --------------------- | ---------- |
| Aviron       | Deux sans barreur féminin | Kerri Gowler Grace Prendergast | 6 min 50 s 19         | 29 juillet |
| Aviron       | Skiff féminin             | Emma Twigg | 7 min 13 s 97 OR)     | 30 juillet |
| Aviron       | Huit masculin             | Tom Mackintosh Hamish Bond Tom Murray Michael Brake Dan Williamson Phillip Wilson Shaun Kirkham Matt Macdonald Sam Bosworth                                                                   | 5 min 24 s 64         | 30 juillet |
| Rugby à sept | Tournoi féminin           | Michaela Blyde Kelly Brazier Gayle Broughton Theresa Fitzpatrick Stacey Fluhler Sarah Hirini Shiray Kaka Tyla Nathan-Wong Risi Pouri-Lane Alena Saili Ruby Tui Tenika Willison Portia Woodman | France Victoire 26-12 | 31 juillet |
| Canoë-kayak  | K1 200 m femmes           | Lisa Carrington | 38 s 120              | 3 août     |
| Canoë-kayak  | K2 500 m femmes           | Lisa Carrington Caitlin Regal | 1 min 35 s 785        | 3 août     |
| Canoë-kayak  | K1 500 m femmes           | Lisa Carrington | 1 min 51 s 216        | 5 août     |

| Sport        | Discipline             | Athlète(s) | Performance         | Date       |
| ------------ | ---------------------- | --- | ------------------- | ---------- |
| Rugby à sept | Tournoi masculin       | Kurt Baker Dylan Collier Scott Curry Andrew Knewstubb Ngarohi McGarvey-Black Tim Mikkelson Sione Molia Etene Nanai-Seturo Tone Ng Shiu Amanaki Nicole Regan Ware Joe Webber William Warbrick | Fidji Défaite 12-27 | 28 juillet |
| Aviron       | Deux de couple féminin | Brooke Donoghue Hannah Osborne | 6 min 44 s 82       | 28 juillet |
| Aviron       | Huit féminin           | Ella Greenslade Emma Dyke Lucy Spoors Kelsey Bevan Grace Prendergast Kerri Gowler Beth Ross Jackie Gowler Caleb Shepherd (barreur)                                                           | 6 min 0 s 4         | 29 juillet |
| Voile        | 49er hommes            | Peter Burling Blair Tuke | 58 points           | 3 août     |
| Natation     | Keirin féminin         | Ellesse Andrews | -                   | 5 août     |
| Natation     | Omnium masculin        | Campbell Stewart | 129 points          | 5 août     |

| Sport       | Discipline                    | Athlète(s)                   | Performance                            | Date       |
| ----------- | ----------------------------- | ---------------------------- | -------------------------------------- | ---------- |
| Triathlon   | Individuel hommes             | Hayden Wilde                 | 1 h 45 min 24 s                        | 26 juillet |
| Tennis      | Double messieurs              | Marcus Daniell Michael Venus | Krajicek / Sandgren Victoire 7-63, 6-2 | 30 juillet |
| Gymnastique | Concours hommes de trampoline | Dylan Schmidt                | 60,675 points                          | 31 juillet |
| Athlétisme  | Lancer du poids féminin       | Valerie Adams                | 19,62 m                                | 1er août   |
| Boxe        | Poids lourds hommes           | David Nyika                  | Muslim Gadzhimagomedov Défaite 1-4     | 3 août     |
| Athlétisme  | Lancer du poids masculin      | Tomas Walsh                  | 22,47 m                                | 5 août     |
| Golf        | Épreuve féminine              | Lydia Ko                     | 268 (-16)                              | 7 août     |

| Sport        |   |   |   | Total |
| ------------ | - | - | - | ----- |
| Athlétisme   | 0 | 0 | 2 | 2     |
| Aviron       | 3 | 2 | 0 | 5     |
| Boxe         | 0 | 0 | 1 | 1     |
| Canoë-kayak  | 3 | 0 | 0 | 3     |
| Cyclisme     | 0 | 2 | 0 | 2     |
| Golf         | 0 | 0 | 1 | 1     |
| Gymnastique  | 0 | 0 | 1 | 1     |
| Rugby à sept | 1 | 1 | 0 | 2     |
| Tennis       | 0 | 0 | 1 | 1     |
| Triathlon    | 0 | 0 | 1 | 1     |
| Voile        | 0 | 1 | 0 | 1     |
| Total        | 7 | 6 | 7 | 20    |

| Jour       |   |   |   | Total |
| ---------- | - | - | - | ----- |
| 26 juillet | 0 | 0 | 1 | 1     |
| 28 juillet | 0 | 2 | 0 | 2     |
| 29 juillet | 1 | 0 | 0 | 1     |
| 30 juillet | 2 | 1 | 1 | 4     |
| 31 juillet | 1 | 0 | 1 | 2     |
| 1er août   | 0 | 0 | 1 | 1     |
| 3 août     | 2 | 1 | 1 | 4     |
| 5 août     | 1 | 2 | 1 | 4     |
| 7 août     | 0 | 0 | 1 | 1     |
| Total      | 7 | 6 | 7 | 20    |

| Sexe   |   |   |   | Total |
| ------ | - | - | - | ----- |
| Femmes | 6 | 3 | 2 | 11    |
| Hommes | 1 | 3 | 5 | 9     |
| Total  | 7 | 6 | 7 | 20    |

| Athlète           | Sport       |   |   |   | Total |
| ----------------- | ----------- | - | - | - | ----- |
| Lisa Carrington   | Canoë-kayak | 3 | 0 | 0 | 3     |
| Grace Prendergast | Aviron      | 1 | 1 | 0 | 2     |
| Kerri Gowler      | Aviron      | 1 | 1 | 0 | 2     |

## Athlètes engagés
| Sport            | Hommes | Femmes | Total |
| ---------------- | ------ | ------ | ----- |
| Athlétisme       | 8      | 5      | 13    |
| Aviron           | 13     | 15     | 28    |
| Boxe             | 1      | 0      | 1     |
| Canoë-kayak      | 3      | 5      | 8     |
| Cyclisme         | 12     | 8      | 20    |
| Équitation       | 6      | 1      | 7     |
| Football         | 22     | 22     | 44    |
| Golf             | 1      | 1      | 2     |
| Gymnastique      | 2      | 1      | 3     |
| Haltérophilie    | 2      | 2      | 4     |
| Hockey sur gazon | 18     | 18     | 36    |
| Karaté           | 0      | 1      | 1     |
| Natation         | 2      | 5      | 7     |
| Plongeon         | 1      | 0      | 1     |
| Rugby à sept     | 13     | 13     | 26    |
| Surf             | 1      | 1      | 2     |
| Taekwondo        | 1      | 0      | 1     |
| Tennis           | 2      | 0      | 2     |
| Tir              | 0      | 2      | 2     |
| Triathlon        | 2      | 2      | 4     |
| Voile            | 7      | 3      | 10    |
| Total            | 117    | 105    | 222   |

## Résultats

### Athlétisme
| Athlète         | Épreuve           | 1er tour       | 1er tour    | Demi-finale   | Demi-finale | Finale          | Finale   |
| Athlète         | Épreuve           | Temps          | Rang        | Temps         | Rang        | Temps           | Rang     |
| --------------- | ----------------- | -------------- | ----------- | ------------- | ----------- | --------------- | -------- |
| Sam Tanner      | 1 500 m masculin  | 3 min 43 s 22  | 9e          | Éliminé       | Éliminé     | Éliminé         | Éliminé  |
| Nick Willis     | 1 500 m masculin  | 3 min 36 s 88  | 7e          | 3 min 35 s 41 | 9e          | Éliminé         | Éliminé  |
| Malcolm Hicks   | Marathon masculin | Non disputé    | Non disputé | Non disputé   | Non disputé | 2 h 32 min 12 s | 64e      |
| Zane Robertson  | Marathon masculin | Non disputé    | Non disputé | Non disputé   | Non disputé | 2 h 17 min 4 s  | 36e      |
| Quentin Rew     | 50 km marche      | Non disputé    | Non disputé | Non disputé   | Non disputé | 3 h 57 min 33 s | 16e      |
| Camille Buscomb | 5 000 m féminin   | 15 min 24 s 39 | 14e         | Non disputé   | Non disputé | Élimineé        | Élimineé |
| Camille Buscomb | 10 000 m féminin  | Non disputé    | Non disputé | Non disputé   | Non disputé | 32 min 10 s 49  | 20e      |

| Athlète            | Épreuve                   | Qualification | Qualification | Finale      | Finale                              |
| Athlète            | Épreuve                   | Performance   | Rang          | Performance | Rang                                |
| ------------------ | ------------------------- | ------------- | ------------- | ----------- | ----------------------------------- |
| Hamish Kerr        | Saut en hauteur masculin  | 2,28 m        | 14e           | 2,30 m      | 10e                                 |
| Jacko Gill         | Lancer du poids masculin  | 20,96 m       | 9e            | 20,71 m     | 9e                                  |
| Tomas Walsh        | Lancer du poids masculin  | 21,49 m       | 2e            | 22,47 m     | Médaille de bronze, Jeux olympiques |
| Valerie Adams      | Lancer du poids féminin   | 18,83 m       | 6e            | 19,62 m     | Médaille de bronze, Jeux olympiques |
| Madison-Lee Wesche | Lancer du poids féminin   | 18,65 m       | 11e           | 18,98 m     | 6e                                  |
| Lauren Bruce       | Lancer du marteau féminin | 67,71 m       | 23e           | Éliminée    | Éliminée                            |
| Julia Ratcliffe    | Lancer du marteau féminin | 73,20 m       | 6e            | 72,69 m     | 9e                                  |

### Aviron
| Athlète | Compétition                | Série         | Série | Repêchages     | Repêchages     | Quarts de finale | Quarts de finale | Demi-finale                      | Demi-finale | Finale                    | Finale                             |
| Athlète | Compétition                | Temps         | Rang  | Temps          | Rang           | Temps            | Rang             | Temps                            | Rang        | Temps                     | Rang                               |
| --- | -------------------------- | ------------- | ----- | -------------- | -------------- | ---------------- | ---------------- | -------------------------------- | ----------- | ------------------------- | ---------------------------------- |
| Jordan Parry | Skiff masculin             | 7 min 4 s 45  | 2e    | Non concerné   | Non concerné   | 7 min 18 s 48    | 4e               | Demi-finale C/D 6 min 57 s 10    | 1er         | Finale C 6 min 55 s 55    | 13e                                |
| Stephen Jones Brook Robertson | Deux sans barreur masculin | 6 min 56 s 53 | 3e    | Non concernés  | Non concernés  | Non disputé      | Non disputé      | Demi-finale A/B 6 min 41 s 46    | 6e          | Finale B 6 min 38 s 30    | 12e                                |
| Christopher Harris Jack Lopas | Deux de couple masculin    | 6 min 12 s 5  | 3e    | Non concernés  | Non concernés  | Non disputé      | Non disputé      | Demi-finale A/B 6 min 26 s 8     | 4e          | Finale B 6 min 15 s 51    | 8e                                 |
| Tom Mackintosh Hamish Bond Tom Murray Michael Brake Dan Williamson Phillip Wilson Shaun Kirkham Matt Macdonald Sam Bosworth (barreur) | Huit masculin              | 5 min 32 s 11 | 5e    | 5 min 22 s 4   | 1er            | Non disputé      | Non disputé      | Non disputé                      | Non disputé | Finale A 5 min 24 s 64    | Médaille d'or, Jeux olympiques     |
| Emma Twigg | Skiff féminin              | 7 min 35 s 22 | 1re   | Non concernée  | Non concernée  | 7 min 54 s 96    | 1re              | Demi-finale A/B 7 min 20 s 70    | 1re         | Finale A 7 min 13 s 97 OR | Médaille d'or, Jeux olympiques     |
| Kerri Gowler Grace Prendergast | Deux sans barreur féminin  | 7 min 19 s 8  | 1re   | Non concernées | Non concernées | Non disputé      | Non disputé      | Demi-finale A/B 6 min 47 s 41 WR | 1re         | Finale A 6 min 50 s 19    | Médaille d'or, Jeux olympiques     |
| Brooke Donoghue Hannah Osborne | Deux de couple masculin    | 6 min 53 s 62 | 1re   | Non concernées | Non concernées | Non disputé      | Non disputé      | Demi-finale A/B 7 min 9 s 5      | 2e          | Finale A 6 min 44 s 82    | Médaille d'argent, Jeux olympiques |
| Olivia Loe Eve MacFarlane Georgia Nugent-O'Leary Ruby Tew                                                                             | Quatre de couple féminin   | 6 min 25 s 23 | 5e    | 6 min 39 s 91  | 3e             | Non disputé      | Non disputé      | Non disputé                      | Non disputé | Finale B 6 min 29 s       | 8e                                 |
| Ella Greenslade Emma Dyke Lucy Spoors Kelsey Bevan Grace Prendergast Kerri Gowler Beth Ross Jackie Gowler Caleb Shepherd (barreur)    | Deux de couple masculin    | 6 min 7 s 65  | 1re   | Non concernées | Non concernées | Non disputé      | Non disputé      | Non disputé                      | Non disputé | Finale A 6 min 0 s 4      | Médaille d'argent, Jeux olympiques |

### Boxe
| Athlète     | Catégorie              | 1/16e de finale     | 1/8e de finale      | Quart de finale         | Demi-finale                 | Finale              | Rang                                |
| Athlète     | Catégorie              | Adversaire Résultat | Adversaire Résultat | Adversaire Résultat     | Adversaire Résultat         | Adversaire Résultat | Rang                                |
| ----------- | ---------------------- | ------------------- | ------------------- | ----------------------- | --------------------------- | ------------------- | ----------------------------------- |
| David Nyika | Lourds hommes (-91 kg) | Exempté             | Baalla Victoire 5-0 | Smiahlikau Victoire 5-0 | Gadzhimagomedov Défaite 1-4 | Éliminé             | Médaille de bronze, Jeux olympiques |

### Canoë-kayak
| Athlète                                                    | Compétition       | Série          | Série | Quarts de finale | Quarts de finale | Demi-finale       | Demi-finale | Finale Finale B Finale C | Finale Finale B Finale C       |
| Athlète                                                    | Compétition       | Temps          | Rang  | Temps            | Rang             | Temps             | Rang        | Temps                    | Rang                           |
| ---------------------------------------------------------- | ----------------- | -------------- | ----- | ---------------- | ---------------- | ----------------- | ----------- | ------------------------ | ------------------------------ |
| Max Brown Kurtis Imrie                                     | K2 1 000 m hommes | 3 min 17 s 210 | 4e    | 3 min 10 s 220   | 2e               | 3 min 17 s 684    | 2e          | 3 min 17 s 267           | 5e                             |
| Lisa Carrington                                            | K1 200 m femmes   | 40 s 715       | 1re   | -                | -                | 38 s 127 OR       | 1re         | 38 s 120 OR              | Médaille d'or, Jeux olympiques |
| Lisa Carrington                                            | K1 500 m femmes   | 1 min 48 s 463 | 1re   | -                | -                | 1 min 51 s 680    | 1re         | 1 min 51 s 216           | Médaille d'or, Jeux olympiques |
| Caitlin Regal                                              | K1 500 m femmes   | 1 min 50 s 297 | 3e    | -                | -                | 1 min 53 s 495    | 3e          | Finale B 1 min 53 s 681  | 9e                             |
| Lisa Carrington Caitlin Regal                              | K2 500 m femmes   | 1 min 43 s 836 | 1re   | -                | -                | 1 min 36 s 724 OR | 1re         | 1 min 35 s 785 OR        | Médaille d'or, Jeux olympiques |
| Teneale Hatton Alicia Hoskin                               | K2 500 m femmes   | 1 min 49 s 832 | 4e    | 1 min 50 s 507   | 4e               | 1 min 44 s 119    | 8e          | Finale B 1 min 41 s 121  | 14e                            |
| Lisa Carrington Teneale Hatton Alicia Hoskin Caitlin Regal | K4 500 m femmes   | 1 min 33 s 959 | 2e    | -                | -                | 1 min 36 s 293    | 2e          | 1 min 37 s 168           | 4e                             |

| Athlète        | Compétition  | Série    | Série    | Série    | Série | Demi-finale | Demi-finale | Finale   | Finale   |
| Athlète        | Compétition  | Run 1    | Run 2    | Meilleur | Rang  | Temps       | Rang        | Temps    | Rang     |
| -------------- | ------------ | -------- | -------- | -------- | ----- | ----------- | ----------- | -------- | -------- |
| Callum Gilbert | K-1 masculin | 151 s 85 | 101 s 15 | 101 s 15 | 23e   | Éliminé     | Éliminé     | Éliminé  | Éliminé  |
| Luuka Jones    | C-1 féminin  | 116 s 55 | 115 s 19 | 115 s 19 | 11e   | 130 s 39    | 13e         | Éliminée | Éliminée |
| Luuka Jones    | K-1 féminin  | 110 s 22 | 101 s 72 | 101 s 72 | 3e    | 108 s 97    | 5e          | 110 s 67 | 6e       |

### Cyclisme

#### BMX
| Athlète       | Compétition | Quart de finale | Quart de finale | Demi-finale | Demi-finale | Finale   | Finale   |
| Athlète       | Compétition | Points          | Rang            | Points      | Rang        | Temps    | Rang     |
| ------------- | ----------- | --------------- | --------------- | ----------- | ----------- | -------- | -------- |
| Rebecca Petch | Femmes      | 10              | 3e              | 16          | 6e          | Éliminée | Éliminée |

#### Sur piste
| Athlète             | Compétition | Qualification        | Qualification | 1er tour                                | Repêchage 1              | 2e tour                             | Repêchage 2                       | 3e tour                  | Repêchage 3              | Quarts de finale         | Demi-finale              | Finale Match de classement | Finale Match de classement |
| Athlète             | Compétition | Temps Vitesse        | Rang          | Adversaire Temps Vitesse                | Adversaire Temps Vitesse | Adversaire Temps Vitesse            | Adversaire Temps Vitesse          | Adversaire Temps Vitesse | Adversaire Temps Vitesse | Adversaire Temps Vitesse | Adversaire Temps Vitesse | Adversaire Temps Vitesse   | Rang                       |
| ------------------- | ----------- | -------------------- | ------------- | --------------------------------------- | ------------------------ | ----------------------------------- | --------------------------------- | ------------------------ | ------------------------ | ------------------------ | ------------------------ | -------------------------- | -------------------------- |
| Ethan Mitchell      | Hommes      | 9 s 705 74,189 km/h  | 24e           | Hoogland Défaite                        | Awang Quintero Défaite   | Éliminé                             | Éliminé                           | Éliminé                  | Éliminé                  | Éliminé                  | Éliminé                  | Éliminé                    | Éliminé                    |
| Sam Webster         | Hommes      | 9 s 631 74,759 km/h  | 18e           | Rudyk Victoire 10 s 099 71,294 km/h     | -                        | Vigier Victoire 9 s 845 73,134 km/h | -                                 | Levy Défaite             | Vigier Sahrom Défaite    | Éliminé                  | Éliminé                  | Éliminé                    | Éliminé                    |
| Ellesse Andrews     | Femmes      | 10 s 563 68,162 km/h | 11e           | McCulloch Victoire 10 s 996 65,478 km/h | -                        | Starikova Défaite                   | Bao Victoire 11 s 144 64,609 km/h | Mitchell Défaite         | Zhong Starikova Défaite  | Éliminée                 | Éliminée                 | Éliminée                   | Éliminée                   |
| Kirstie Klingenberg | Femmes      | 11 s 116 64,772 km/h | 27e           | Éliminée                                | Éliminée                 | Éliminée                            | Éliminée                          | Éliminée                 | Éliminée                 | Éliminée                 | Éliminée                 | Éliminée                   | Éliminée                   |

| Athlète                                              | Compétition | Qualification        | Qualification | Demi-finale                 | Demi-finale | Finale                       | Finale |
| Athlète                                              | Compétition | Temps Vitesse        | Rang          | Adversaire Temps Vitesse    | Rang        | Adversaire Temps Vitesse     | Rang   |
| ---------------------------------------------------- | ----------- | -------------------- | ------------- | --------------------------- | ----------- | ---------------------------- | ------ |
| Sam Dakin Ethan Mitchell Sam Webster Callum Saunders | Hommes      | 43 s 066 62,694 km/h | 5e            | France 42 s 978 62,823 km/h | 7e          | Pologne 43 s 703 61,781 km/h | 7e     |

| Athlète                                                      | Compétition        | Qualification  | Qualification | Premier tour             | Premier tour | Finale                      | Finale |
| Athlète                                                      | Compétition        | Temps          | Rang          | Adversaire Résultat      | Rang         | Adversaire Résultat         | Rang   |
| ------------------------------------------------------------ | ------------------ | -------------- | ------------- | ------------------------ | ------------ | --------------------------- | ------ |
| Aaron Gate Regan Gough Jordan Kerby Campbell Stewart         | Par équipes hommes | 3 min 46 s 079 | 3e            | Italie 3 min 42 s 397    | 3e           | Australie Concèdent un tour | 4e     |
| Bryony Botha Rushlee Buchanan Holly Edmondston Jaime Nielsen | Par équipes femmes | 4 min 12 s 536 | 6e            | Australie 4 min 10 s 223 | e            | France 4 min 10 s 600       | 8e     |

| Athlète         | Compétition | 1er tour | Repêchages  | Quarts de finale | Demi-finale | Finale (1-6) ou classement (7-12)  |
| Athlète         | Compétition | Rang     | Rang        | Rang             | Rang        | Rang                               |
| --------------- | ----------- | -------- | ----------- | ---------------- | ----------- | ---------------------------------- |
| Callum Saunders | Hommes      | 2e       | Non disputé | 5e               | Éliminé     | Éliminé                            |
| Sam Webster     | Hommes      | 5e       | 3e          | Éliminé          | Éliminé     | Éliminé                            |
| Ellesse Andrews | Femmes      | 4e       | 1re         | 2e               | 2e          | Médaille d'argent, Jeux olympiques |

| Athlète          | Compétition | Scratch | Scratch | Course tempo | Course tempo | Élimination | Élimination | Course aux points | Course aux points | Total | Rang                               |
| Athlète          | Compétition | Rang    | Points  | Rang         | Points       | Rang        | Points      | Rang              | Points            | Total | Rang                               |
| ---------------- | ----------- | ------- | ------- | ------------ | ------------ | ----------- | ----------- | ----------------- | ----------------- | ----- | ---------------------------------- |
| Campbell Stewart | Hommes      | 7e      | 28      | 12e          | 18           | 5e          | 32          | 1er               | 51                | 128   | Médaille d'argent, Jeux olympiques |
| Holly Edmondston | Femmes      | 9e      | 24      | 14e          | 14           | 10e         | 22          | 5e                | 7                 | 67    | 10e                                |

| Athlète                        | Épreuve | Points | Tours | Classement |
| ------------------------------ | ------- | ------ | ----- | ---------- |
| Campbell Stewart Corbin Strong | Hommes  | -20    | -17   | 11e        |
| Rushlee Buchanan Jessie Hodges | Femmes  | -39    | -40   | 11e        |

#### Sur route
| Athlète        | Compétition | Temps             | Rang |
| -------------- | ----------- | ----------------- | ---- |
| George Bennett | Hommes      | 1 h 0 min 28 s 39 | 25e  |
| Patrick Bevin  | Hommes      | 57 min 24 s 29    | 10e  |

| Athlète        | Compétition | Temps           | Rang |
| -------------- | ----------- | --------------- | ---- |
| George Bennett | Hommes      | 6 h 11 min 46 s | 26e  |
| Patrick Bevin  | Hommes      | Abandon         |      |

#### VTT
| Athlète      | Compétition | Temps  | Rang |
| ------------ | ----------- | ------ | ---- |
| Anton Cooper | Hommes      | 1 h 26 | 6e   |

### Équitation
| Athlète                                | Cheval          | Compétition | Dressage  | Dressage | Cross-country | Cross-country | Cross-country | Saut d'obstacles | Saut d'obstacles | Saut d'obstacles | Saut d'obstacles | Saut d'obstacles | Saut d'obstacles | Total     | Total |
| Athlète                                | Cheval          | Compétition | Dressage  | Dressage | Cross-country | Cross-country | Cross-country | Qualification    | Qualification    | Qualification    | Finale           | Finale           | Finale           | Total     | Total |
| Athlète                                | Cheval          | Compétition | Pénalités | Rang     | Pénalités     | Total         | Rang          | Pénalités        | Total            | Rang             | Pénalités        | Total            | Rang             | Pénalités | Rang  |
| -------------------------------------- | --------------- | ----------- | --------- | -------- | ------------- | ------------- | ------------- | ---------------- | ---------------- | ---------------- | ---------------- | ---------------- | ---------------- | --------- | ----- |
| Jesse Campbell                         | Diachello       | Individuel  | 30,10     | 15e      | 14,40         | 44,50         | 27e           | 0,40             | 44,90            | 22e              | 9,60             | 54,50            | 22e              | 54,50     | 22e   |
| Jonelle Price                          | Grovine de Reve | Individuel  | 30,70     | 17e      | 2,00          | 32,70         | 12e           | 0,00             | 32,70            | 9e               | 9,20             | 41,90            | 11e              | 41,90     | 11e   |
| Tim Price                              | Vitali          | Individuel  | 25,60     | 5e       | 1,20          | 26,80         | 4e            | 12,00            | 38,80            | 16e              | 21,60            | 60,40            | 25e              | 60,40     | 25e   |
| Jesse Campbell Jonelle Price Tim Price | voir ci-dessus  | Par équipes | 86,40     | 3e       | 17,60         | 104,00        | 4e            | 12,40            | 116,40           | 5e               | Non disputé      | Non disputé      | Non disputé      | 116,40    | 5e    |

| Athlète                                     | Cheval                                    | Compétition | Qualification | Qualification | Qualification | Qualification | Qualification | Finale        | Finale        | Finale        | Finale        | Finale        |
| Athlète                                     | Cheval                                    | Compétition | Pénalités     | Pénalités     | Pénalités     | Temps         | Rang          | Pénalités     | Pénalités     | Pénalités     | Temps         | Rang          |
| Athlète                                     | Cheval                                    | Compétition | Saut          | Temps         | Total         | Temps         | Rang          | Saut          | Temps         | Total         | Temps         | Rang          |
| ------------------------------------------- | ----------------------------------------- | ----------- | ------------- | ------------- | ------------- | ------------- | ------------- | ------------- | ------------- | ------------- | ------------- | ------------- |
| Bruce Goodin                                | cheval                                    | Individuel  | 12,00         | 1,00          | 13,00         | 90,18         | 57e           | Non qualifié  | Non qualifié  | Non qualifié  | Non qualifié  | Non qualifié  |
| Daniel Meech                                | Danny V                                   | Individuel  | 0,00          | 2,00          | 2,00          | 93,87         | 30e           | Éliminé       | Éliminé       | Éliminé       | Éliminé       | Éliminé       |
| Uma O'Neill                                 | Cinca                                     | Individuel  | 16,00         | 1,00          | 17,00         | 91,45         | 64e           | Non qualifiée | Non qualifiée | Non qualifiée | Non qualifiée | Non qualifiée |
| Bruce Goodin Daniel Meech Tom Tarver-Priebe | voir ci-dessus + Clockwise of Greenhill Z | Par équipes | -             | -             | 39            | -             | 14e           | Non qualifiés | Non qualifiés | Non qualifiés | Non qualifiés | Non qualifiés |

### Football
| Compétition      | Phase de groupe           | Phase de groupe        | Phase de groupe   | Phase de groupe | Quart de finale                  | Demi-finale      | Finale / MB      | Finale / MB |
| Compétition      | Adversaire Score          | Adversaire Score       | Adversaire Score  | Rang            | Adversaire Score                 | Adversaire Score | Adversaire Score | Rang        |
| ---------------- | ------------------------- | ---------------------- | ----------------- | --------------- | -------------------------------- | ---------------- | ---------------- | ----------- |
| Tournoi masculin | Corée du Sud Victoire 1-0 | Honduras Défaite 2-3   | Roumanie Nul 0-0  | 2e              | Japon Défaite 0-0 (2-4 t. a. b.) | Éliminés         | Éliminés         | Éliminés    |
| Tournoi féminin  | Australie Défaite 1-2     | États-Unis Défaite 1-6 | Suède Défaite 0-2 | 4e              | Éliminées                        | Éliminées        | Éliminées        | Éliminées   |

### Golf
| Athlète  | Compétition       | Scores | Scores | Scores | Scores | Total     | Rang                                |
| Athlète  | Compétition       | Jour 1 | Jour 2 | Jour 3 | Jour 4 | Total     | Rang                                |
| -------- | ----------------- | ------ | ------ | ------ | ------ | --------- | ----------------------------------- |
| Ryan Fox | Épreuve masculine | 70     | 72     | 73     | 64     | 279 (-5)  | T42                                 |
| Lydia Ko | Épreuve féminine  | 70     | 67     | 66     | 65     | 268 (-16) | Médaille de bronze, Jeux olympiques |

### Gymnastique

#### Artistique
| Athlète          | Compétition      | Qualifications | Qualifications | Qualifications | Qualifications | Qualifications    | Qualifications | Qualifications | Qualifications | Finale   | Finale         | Finale   | Finale   | Finale            | Finale     | Finale  | Finale  |
| Athlète          | Compétition      | Appareil       | Appareil       | Appareil       | Appareil       | Appareil          | Appareil       | Total          | Rang           | Appareil | Appareil       | Appareil | Appareil | Appareil          | Appareil   | Total   | Rang    |
| Athlète          | Compétition      | Sol            | Cheval d'arçon | Anneaux        | Saut           | Barres parallèles | Barre fixe     | Total          | Rang           | Sol      | Cheval d'arçon | Anneaux  | Saut     | Barres parallèles | Barre fixe | Total   | Rang    |
| ---------------- | ---------------- | -------------- | -------------- | -------------- | -------------- | ----------------- | -------------- | -------------- | -------------- | -------- | -------------- | -------- | -------- | ----------------- | ---------- | ------- | ------- |
| Mikhail Koudinov | Concours général | 13,433         | 12,466         | 12,600         | 13,766         | 14,433            | 11,366         | 78,064         | 52e            | Éliminé  | Éliminé        | Éliminé  | Éliminé  | Éliminé           | Éliminé    | Éliminé | Éliminé |

#### Trampoline
| Athlète         | Compétition     | Qualifications | Qualifications | Finale   | Finale                              |
| Athlète         | Compétition     | Score          | Rang           | Score    | Rang                                |
| --------------- | --------------- | -------------- | -------------- | -------- | ----------------------------------- |
| Dylan Schmidt   | Concours hommes | 112,120        | 3e             | 60,675   | Médaille de bronze, Jeux olympiques |
| Maddie Davidson | Concours femmes | 93,140         | 10e            | Éliminée | Éliminée                            |

### Haltérophilie
| Athlète            | Compétition           | Arraché  | Arraché | Épaulé-jeté | Épaulé-jeté | Total   | Rang    |
| Athlète            | Compétition           | Résultat | Rang    | Résultat    | Rang        | Total   | Rang    |
| ------------------ | --------------------- | -------- | ------- | ----------- | ----------- | ------- | ------- |
| Cameron McTaggart  | Moins de 81 kg hommes | 140 kg   | 13e     | 175 kg      | 11e         | 315 kg  | 11e     |
| David Liti         | Plus de 109 kg hommes | 178 kg   | 9e      | 236 kg      | 3e          | 414 kg  | 5e      |
| Kanah Andrews-Nahu | Moins de 87 kg femmes | 94 kg    | 13e     | 112 kg      | 13e         | 206 kg  | 13e     |
| Laurel Hubbard     | Plus de 97 kg femmes  | -        | Abandon | Abandon     | Abandon     | Abandon | Abandon |

### Hockey sur gazon
| Compétition      | Phase de groupe        | Phase de groupe      | Phase de groupe     | Phase de groupe       | Phase de groupe       | Phase de groupe | Quart de finale      | Demi-finale      | Finale / MB      | Finale / MB |
| Compétition      | Adversaire Score       | Adversaire Score     | Adversaire Score    | Adversaire Score      | Adversaire Score      | Rang            | Adversaire Score     | Adversaire Score | Adversaire Score | Rang        |
| ---------------- | ---------------------- | -------------------- | ------------------- | --------------------- | --------------------- | --------------- | -------------------- | ---------------- | ---------------- | ----------- |
| Tournoi masculin | Inde Défaite 2-3       | Espagne Victoire 4-3 | Japon Nul 2-2       | Australie Défaite 2-4 | Argentine Défaite 1-4 | 5e              | Éliminés             | Éliminés         | Éliminés         | 9e          |
| Tournoi féminin  | Argentine Victoire 3-0 | Japon Victoire 2-1   | Espagne Défaite 1-2 | Australie Défaite 0-1 | Chine Défaite 2-3     | 4e              | Pays-Bas Défaite 0-3 | Éliminés         | Éliminés         | 8e          |

### Karaté
| Athlète       | Compétition | Tour de qualification | Tour de qualification | Tour de qualification | Tour de qualification | Phase de classement | Phase de classement | Finale / MB         | Rang     |
| Athlète       | Compétition | 1er kata              | 2e kata               | Moyenne kata          | Place                 | 3e kata             | Place               | Adversaire Résultat | Rang     |
| ------------- | ----------- | --------------------- | --------------------- | --------------------- | --------------------- | ------------------- | ------------------- | ------------------- | -------- |
| Andrea Anacan | Kata femmes | 23,46                 | 23,78                 | 23,62                 | 5e                    | Éliminée            | Éliminée            | Éliminée            | Éliminée |

### Natation
| Athlète                                              | Épreuve                      | Série            | Série | Demi-finale   | Demi-finale | Finale        | Finale    |
| Athlète                                              | Épreuve                      | Temps            | Rang  | Temps         | Rang        | Temps         | Rang      |
| ---------------------------------------------------- | ---------------------------- | ---------------- | ----- | ------------- | ----------- | ------------- | --------- |
| Zac Reid                                             | 400 m nage libre masculin    | 3 min 49 s 85    | 23e   | Non disputé   | Non disputé | Éliminé       | Éliminé   |
| Zac Reid                                             | 800 m nage libre masculin    | 7 min 53 s 6 NR  | 18e   | Non disputé   | Non disputé | Éliminé       | Éliminé   |
| Lewis Clareburt                                      | 200 m 4 nages masculin       | 1 min 57 s 27 NR | 3e    | 1 min 57 s 55 | 7e          | 1 min 57 s 70 | 8e        |
| Lewis Clareburt                                      | 400 m 4 nages masculin       | 4 min 9 s 49 NR  | 2e    | Non disputé   | Non disputé | 4 min 11 s 22 | 7e        |
| Erika Fairweather                                    | 200 m nage libre féminin     | 1 min 57 s 26    | 14e   | 1 min 59 s 14 | 16e         | Éliminée      | Éliminée  |
| Erika Fairweather                                    | 400 m nage libre féminin     | 4 min 2 s 28 NR  | 4e    | Non disputé   | Non disputé | 4 min 8 s 1   | 8e        |
| Eve Thomas                                           | 800 m nage libre féminin     | 8 min 32 s 51    | 18e   | Non disputé   | Non disputé | Éliminée      | Éliminée  |
| Eve Thomas                                           | 1 500 m nage libre féminin   | 16 min 29 s 66   | 26e   | Non disputé   | Non disputé | Éliminée      | Éliminée  |
| Hayley McIntosh                                      | 1 500 m nage libre féminin   | 16 min 44 s 43   | 31e   | Non disputé   | Non disputé | Éliminée      | Éliminée  |
| Ali Galyer                                           | 100 m dos féminin            | 1 min 2 s 65     | 33e   | Éliminée      | Éliminée    | Éliminée      | Éliminée  |
| Ali Galyer                                           | 200 m dos féminin            | 2 min 15 s 16    | 24e   | Éliminée      | Éliminée    | Éliminée      | Éliminée  |
| Carina Doyle Erika Fairweather Ali Galyer Eve Thomas | 4 × 200 m nage libre féminin | 8 min 6 s 12     | 12e   | Non disputé   | Non disputé | Éliminées     | Éliminées |

### Plongeon
| Athlète            | Compétition                | Éliminatoires | Éliminatoires | Demi-finale | Demi-finale | Finale | Finale |
| Athlète            | Compétition                | Points        | Rang          | Points      | Rang        | Points | Rang   |
| ------------------ | -------------------------- | ------------- | ------------- | ----------- | ----------- | ------ | ------ |
| Anton Down-Jenkins | Tremplin à 3 mètres hommes | 394,45        | 16e           | 424,80      | 8e          | 415,60 | 8e     |

### Rugby à sept
| Compétition      | Phase de groupe            | Phase de groupe                | Phase de groupe          | Phase de groupe | Quart de finale / MC  | Demi-finale / MC              | Finale / 3e / MC      | Finale / 3e / MC                   |
| Compétition      | Adversaire Score           | Opposition Score               | Opposition Score         | Rang            | Opposition Score      | Opposition Score              | Opposition Score      | Rang                               |
| ---------------- | -------------------------- | ------------------------------ | ------------------------ | --------------- | --------------------- | ----------------------------- | --------------------- | ---------------------------------- |
| Tournoi masculin | Corée du Sud Victoire 50-5 | Argentine Victoire 35-14       | Australie Victoire 14-12 | 1er             | Canada Victoire 21-10 | Grande-Bretagne Victoire 29-7 | Fidji Défaite 12-27   | Médaille d'argent, Jeux olympiques |
| Tournoi féminin  | Kenya Victoire 29-7        | Grande-Bretagne Victoire 26-21 | ROC Victoire 33-0        | 1re             | ROC Victoire 36-0     | Fidji Victoire 22-17          | France Victoire 26-12 | Médaille d'or, Jeux olympiques     |

### Surf
| Athlète         | Compétition | Round 1  | Round 1 | Round 2  | Round 2 | Round 3                       | Quart de finale | Demi-finale | Finale / 3e place | Finale / 3e place |
| Athlète         | Compétition | Résultat | Rang    | Résultat | Rang    | Résultat                      | Résultat        | Résultat    | Résultat          | Classement        |
| --------------- | ----------- | -------- | ------- | -------- | ------- | ----------------------------- | --------------- | ----------- | ----------------- | ----------------- |
| Billy Stairmand | Hommes      | 9,97     | 3e      | 11,34    | 3e      | Ferreira Défaite 9,67 à 14,54 | Éliminé         | Éliminé     | Éliminé           | Éliminé           |
| Ella Williams   | Femmes      | 9,70     | 2e      | -        | -       | Hennessy Défaite 7,73 à 12,00 | Éliminée        | Éliminée    | Éliminée          | Éliminée          |

### Taekwondo
| Athlète   | Compétition           | Huitièmes de finale | Quarts de finale    | Demi-finale         | Repêchage           | Finale / MB         | Rang    |
| Athlète   | Compétition           | Adversaire Résultat | Adversaire Résultat | Adversaire Résultat | Adversaire Résultat | Adversaire Résultat | Rang    |
| --------- | --------------------- | ------------------- | ------------------- | ------------------- | ------------------- | ------------------- | ------- |
| Tom Burns | Moins de 68 kg hommes | Sinden Défaite 8-53 | Non qualifié        | Non qualifié        | Reçber Défaite 8-23 | Éliminé             | Éliminé |

### Tennis
| Athlète                      | Épreuve          | 1/16e de finale                       | 1/8e de finale      | Quarts de finale                      | Demi-finale                    | Finale / MB                           | Rang                                |
| Athlète                      | Épreuve          | Adversaire Résultat                   | Adversaire Résultat | Adversaire Résultat                   | Adversaire Résultat            | Adversaire Résultat                   | Rang                                |
| ---------------------------- | ---------------- | ------------------------------------- | ------------------- | ------------------------------------- | ------------------------------ | ------------------------------------- | ----------------------------------- |
| Marcus Daniell Michael Venus | Double messieurs | Gerasimov / Ivashka Victoire 6-3, 7-6 | Koolhof / Rojer WO  | Cabal / Farah Victoire 6-3, 3-6, 10-7 | Čilić / Dodig Défaite 2-6, 2-6 | Krajicek / Sandgren Victoire 7-6, 6-2 | Médaille de bronze, Jeux olympiques |

### Tir
| Athlète        | Compétition | Qualification | Qualification | Finale   | Finale   |
| Athlète        | Compétition | Points        | Rang          | Points   | Rang     |
| -------------- | ----------- | ------------- | ------------- | -------- | -------- |
| Natalie Rooney | Trap,       | 117           | 10e           | Éliminée | Éliminée |
| Chloe Tipple   | Skeet,      | 108           | 27e           | Éliminée | Éliminée |

### Triathlon
| Athlète             | Compétition | Natation (1,5 km) | Transition 1 | Vélo (40 km)  | Transition 2 | Course (10 km) | Temps           | Résultat                            |
| ------------------- | ----------- | ----------------- | ------------ | ------------- | ------------ | -------------- | --------------- | ----------------------------------- |
| Tayler Reid         | Hommes      | 17 min 45 s       | 37 s         | 56 min 40 s   | 27 s         | 31 min 25 s    | 1 h 46 min 54 s | 18e                                 |
| Hayden Wilde        | Hommes      | 18 min 17 s       | 39 s         | 56 min 7 s    | 29 s         | 29 min 52 s    | 1 h 45 min 24 s | Médaille de bronze, Jeux olympiques |
| Ainsley Thorpe      | Femmes      | 19 min 15 s       | 43 s         | Abandon       | Abandon      | Abandon        | Abandon         | Abandon                             |
| Nicole van der Kaay | Femmes      | 19 min 35 s       | 42 s         | 1 h 5 min 2 s | 33 s         | 37 min 34 s    | 2 h 3 min 26 s  | 29e                                 |

| Athlète             | Natation (250 m) | Transition 1 | Vélo (7 km) | Transition 2 | Course (1,5 km) | Temps           | Résultat |
| ------------------- | ---------------- | ------------ | ----------- | ------------ | --------------- | --------------- | -------- |
| Ainsley Thorpe      | 3 min 51 s       | 41 s         | 10 min 33 s | 31 s         | 7 min 6 s       | 22 min 42 s     | -        |
| Tayler Reid         | 3 min 56 s       | 36 s         | 9 min 49 s  | 28 s         | 5 min 49 s      | 20 min 38 s     | -        |
| Nicole van der Kaay | 4 min 39 s       | 41 s         | 10 min 47 s | 31 s         | 6 min 20 s      | 22 min 58 s     | -        |
| Hayden Wilde        | 4 min 21 s       | 35 s         | 9 min 29 s  | 29 s         | 5 min 41 s      | 20 min 35 s     | -        |
| Total               | -                | -            | -           | -            | -               | 1 h 26 min 53 s | 12e      |

### Voile
| Athlète                         | Compétition    | Régate | Régate | Régate | Régate | Régate | Régate | Régate | Régate | Régate | Régate | Régate      | Régate      | Régate | Total net | Rang final                         |
| Athlète                         | Compétition    | 1      | 2      | 3      | 4      | 5      | 6      | 7      | 8      | 9      | 10     | 11          | 12          | CM     | Total net | Rang final                         |
| ------------------------------- | -------------- | ------ | ------ | ------ | ------ | ------ | ------ | ------ | ------ | ------ | ------ | ----------- | ----------- | ------ | --------- | ---------------------------------- |
| Paul Snow-Hansen Daniel Willcox | 470 hommes     | 6      | 2      | 7      | 1      | 5      | 7      | (13)   | 8      | 6      | 3      | Non disputé | Non disputé | 6      | 57        | 4e                                 |
| Josh Junior                     | Finn hommes    | (12)   | 10     | 3      | 7      | 8      | 5      | 1      | 4      | 8      | 1      | Non disputé | Non disputé | 16     | 63        | 5e                                 |
| Peter Burling Blair Tuke        | 49er hommes    | (12)   | 3      | 7      | 2      | 10     | 1      | 3      | 6      | 2      | 5      | 2           | 11          | 6      | 58        | Médaille d'argent, Jeux olympiques |
| Alex Maloney Molly Meech        | 49er FX femmes | 16     | (22)   | 5      | 12     | 4      | 4      | 8      | 3      | 18     | 6      | 20          | 6           | EL     | 102       | 12e                                |
| Micah Wilkinson Erica Dawson    | Nacra 17 mixte | 11     | 12     | 13     | 11     | 8      | 12     | 15     | 9      | (18)   | 17     | 8           | 14          | EL     | 130       | 12e                                |